# فيزياء شمسية

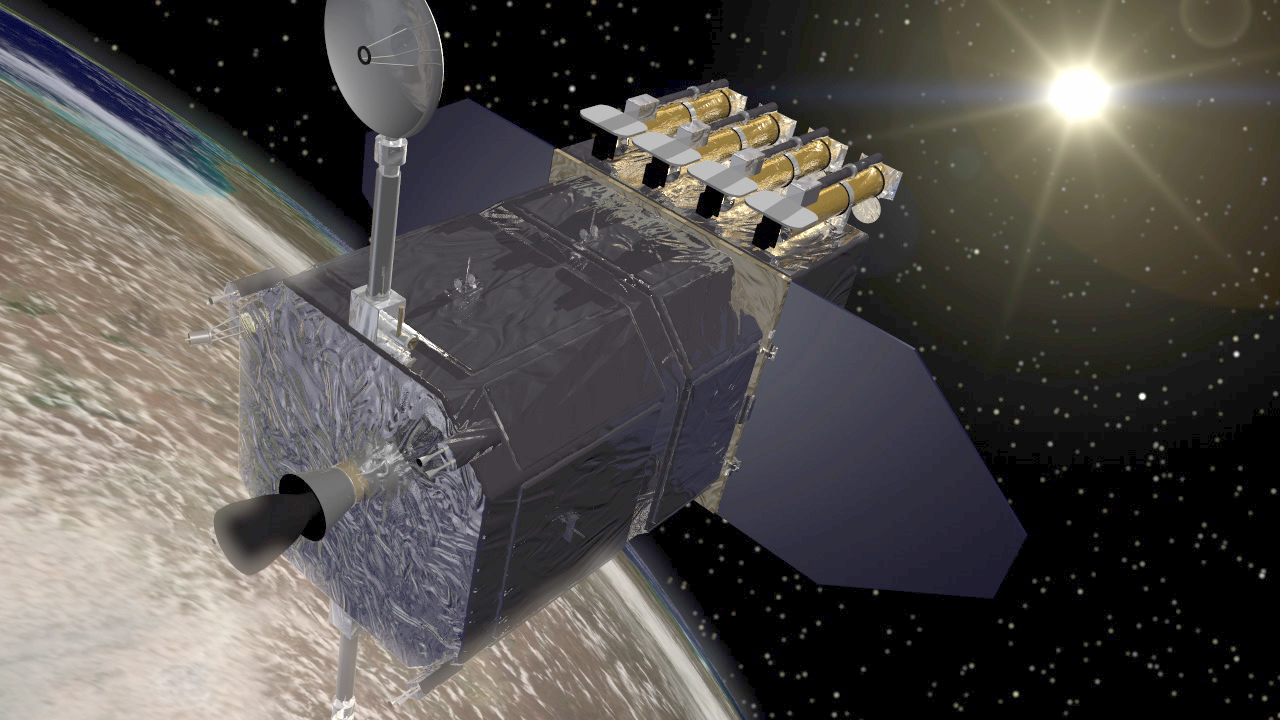
قمر صناعي

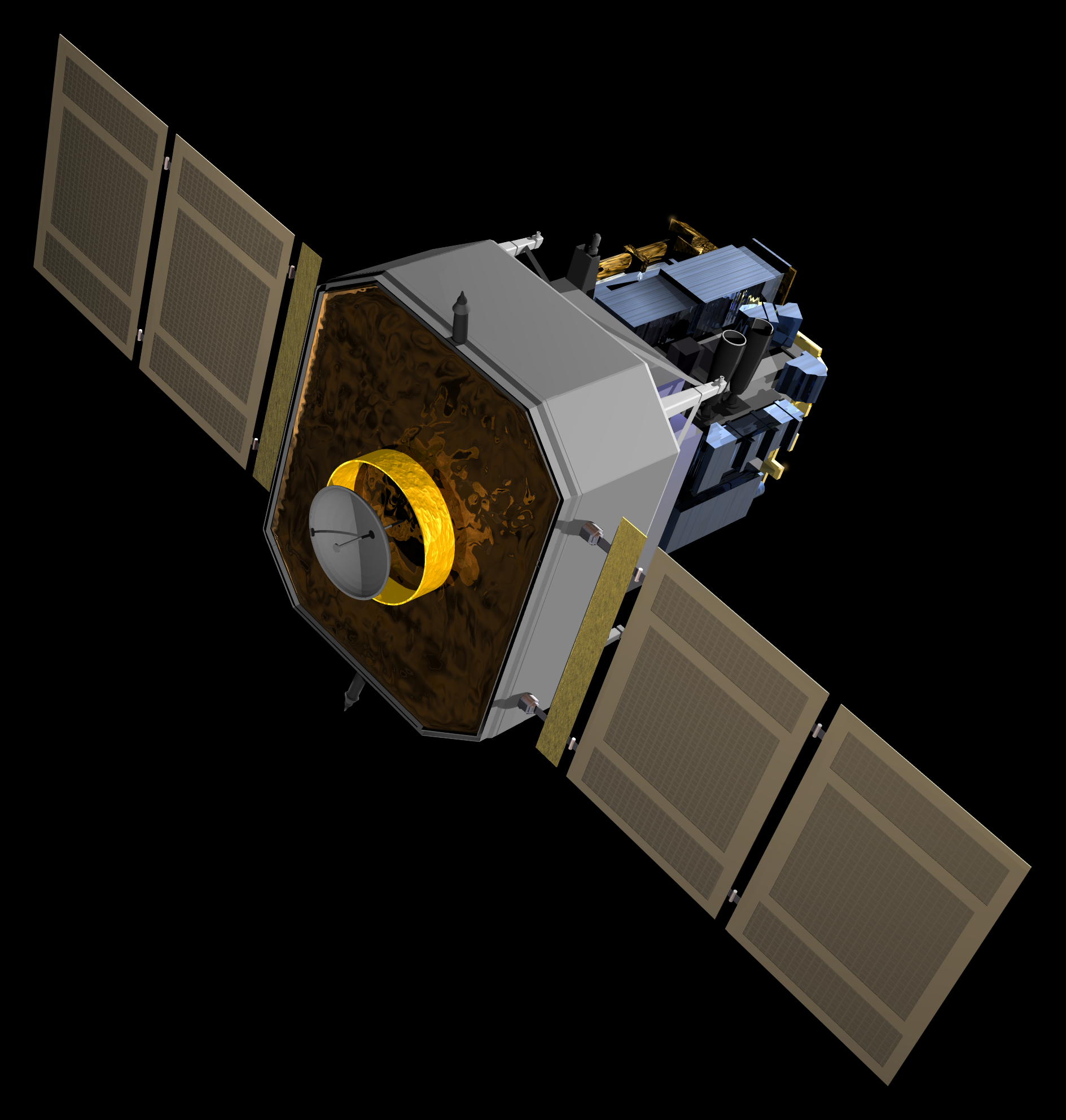
صورة المركبة الفضائية سوهو

الفيزياء الشمسية هي فرع من فروع الفيزياء الفلكية التي تتخصص في دراسة الشمس. حيث تتعامل الفيزياء الشمسية مع القياسات التفصيلية لأقرب نجم لنا. يتداخل هذا الفرع من الفيزياء مع العديد من التخصصات الأخرى كالفيزياء الصرفة والفيزياءالفلكية، وعلوم الكمبيوتر، بما في ذلك ديناميكيا الموائع، فيزياء البلازما، هيدروديناميكا مغناطيسية، علم الكون، علم الزلازل، فيزياء الجسيمات، الفيزياء الذرية، الفيزياء النووية، تطور النجوم، وفيزياء الفضاء، مطيافية، الانتقال الإشعاعي، البصريات التطبيقية، معالجة الإشارة، والرؤية الحاسوبية، والفيزياءالحاسوبية وعلم الفلك النجمي.
كما ويعود الاهتمام بدراسة الشمس بصورة خاصة لموقعها الفريد ضمن منطقة الرصد القريبة من الأرض بخلاف غيرها من النجوم
كما وتأتي اهمية دراسة الفيزياء الشمسية من الاعتقاد بأن التغيرات في غلاف الشمس الجوي والنشاط الشمسي له تأثيرات مهمة على مناخ الأرض كما أن الشمس بطبيعتها توفر مختبرا فيزيائيا لدراسة فيزياء البلازما.

## التاريخ

### العصور القديمة
اهتم قدماء الفلكيين الصينين بمراقبة الظواهر الشمسية كالكسوف والبقع الشمسية وذلك لاستخدامها في التقوايم التي كانت ترتكز على الدورات الشمسية والقمرية ولكن المعلومات التي وصلت قبل عام 720 قبل الميلاد كانت فقيرة جدا وغير محفوظة بشكل جيد ولكن بعدم عام 720 قبل ميلاد تم تسجيل 37 كسوفا للشمس خلال 240 عام.
كان البابليون القدماء مهتمين بتسجيل كسوف الشمس كما يكشف السجل المكتشف في مدينة اوغاريت القديمة والتي تقع في سوريا حاليا حيث يعود هذا السجل لعام 1300 قبل الميلاد ولم تشر السجلات المصرية القديمة إلى ظاهرة كسوف الشمس ولكن السجلات اليونانية القديمة اشارت إلى معرفة المصريين القدماء ومقدرتهم على التنبوء بظاهرة الكسوف الشمسي.

### العصور الوسطى
ازدهرت المعرفة الفلكية الإسلامية في العصور الوسطى فقد تم بناء العديد من المراصد في عدد من الحواضر الإسلامية وتم الحصول على معلومات رصدية مفصلة من خلالها تم قياس وملاحظة عدد قليل من الظواهر الشمسية والتي استخدمت في الملاحة ولكن الدافع الاساس لدراسة الشمس عند المسلمين كان هو تحديد اوقات الصلاة عند المسلمين لارتبطاها بحركة الشمس من الشروق وحتى الغروب ارتباطا وثيقا.
في اواخر القرن العاشر الميلادي قام الفلكي أبو محمود الخوجندي ببناء مرصد فلكي ضخم في مدينة الري، وتمكن الخوجندي من خلال مراقبته من إجراء حسابات دقيقة اما في أوروبا فاكنالاهتمام بدراسة الشمس ومراقبتها منحصرا في مجال الابراج الفلكية وبعض الكنائس والكاتدرائيات.

### عصر النهضة
بداءت فترة النهضة في علم الفلك على يد كوبر نيكوس والذي اقترح ان الكواكب هي التي تدور حول الشمس وليس العكس كما كان يعتقد سابقا ومن ثم تم توسيع أعماله على يد غاليلو غاليلي الذي اعتمد على التلسكوب في مراقبة الشمس حيث اكتشف بواسطته البقع الشمسية على سطح الشمس عام 1610 وفي عام 1611 كتب يوهانس فبريسيوس أول كتاب عن البقع الشمسية.

### العصر الحديث
تهتم الفيزياء الشمسية الحديثة اليوم بدراسة وفهم العديد من الظواهر الشمسية بمساعدة التلسكوبات الحديثة والاقمار الصناعية حيث تهتم الدراسات الحديثة وبشكل خاص على دراسة بنية الفوتوسفير الشمسي ومسالة الحرارة الاكليلية والبقع الشمسية.

## الأبحاث
تفتخر شعبة الفيزياء الشمسية في الجمعية الفلكية الأمريكية بانها تضم 555 عضوا مايو ايار عام 2007 مقابل بضعة الاف من الاعضاء ضمن الجمعية نفسها.
منذ عام 2009 تركزت الدراسات في هذا المجال على ايجاد فهم متكامل للنظام الشمسي باكمله بما في ذلك الشمس وتاثيرها على جميع انحاء الفضاء بما في ذلك الكواكب والاغلفة الجوية لتلك الكواكب.
وكنتيجة لتلك الابحاث تم استحداث فرع الفيزياء الهيلوسفيرية أو دراسة الشمس وغلافها في مطلع الالفية الحالية مشتملة على الدراسات التي تبحث في الظواهر الشمسية وتاثيراتها على الانظمة المتعددة في الكون.